# Поредност на заместниците на президента на САЩ
В случай на смърт, подаване на оставка или отстраняване от длъжност (чрез импийчмънт и осъждане) на президента на САЩ е определена Поредност на заместниците на президента на САЩ в Конституцията и във Федералния кодекс на САЩ (Закон за наследство на президента от 1947 г.). Списъкът се състои от 18 души, начело с вицепрезидента на САЩ. Поредността се определя от реда на създаване на ведомствата, а не от тяхната значимост. Включени са и последващи изменения поради създаването на нови министерства.

## Списък
1. Вицепрезидент на Съединените американски щати
2. Говорител (Председател) на Камарата на представителите
3. Президент pro tempore на Сената / Временен президент на Сената
4. Държавен секретар (Министър на външните работи)
5. Министър на финансите
6. Министър на отбраната
7. Министър на правосъдието / Генерален прокурор
8. Министър на вътрешните работи
9. Министър на земеделието
10. Министър на търговията
11. Министър на труда
12. Министър на здравеопазването и социалните грижи
13. Министър на градското и жилищно развитие
14. Министър на транспорта
15. Министър на енергетиката
16. Министър на образованието
17. Министър за работа с ветераните
18. Министър на вътрешната сигурност

Няма да може да встъпи в длъжност като президент лице, което е придобило гражданство на САЩ не по рождение, а чрез натурализация. Например, към 2020 г. такава е китайката Елейн Чао, министър на транспорта.
Не може да поеме президентския пост лице от списъка, което временно заема съответната длъжност, докато Сенатът не одобри кандидатурата за тази позиция. Към 2020 г. това се отнася за министъра на вътрешната сигурност Чед Вулф.